# Filhas do Divino Zelo

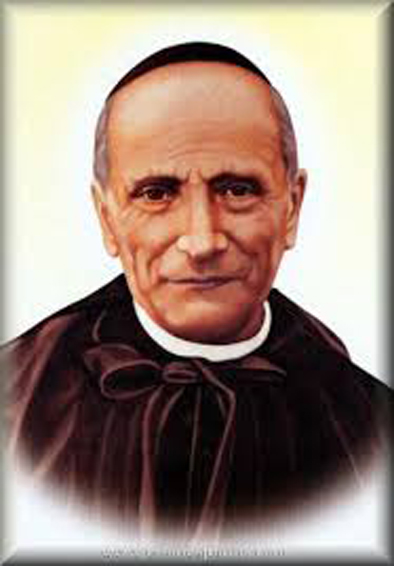
Annibale Maria Di Francia, fundador da congregação

As Filhas do Divino Zelo são um instituto religioso feminino de direito pontifício: as freiras desta congregação acrescentam ao seu nome a sigla F.D.Z..

## História
A congregação foi fundada pelo padre italiano Annibale Maria Di Francia (1851-1927). Dedicado a obras de caridade para com os órfãos do distrito de Avignone, em Messina, procurou em vão o apoio de alguma congregação de freiras para o cuidado das crianças abandonadas: em 18 de março de 1887 deu início a um novo instituto, denominado Filhas do Divino Zelo porque entre eles, o objetivo era “zelar”, ou despertar, vocações ao sacerdócio.
Em 7 de junho de 1895, as religiosas tomaram como sede o abandonado mosteiro dos Cistercienses do Espírito Santo de Messina; elegeram Madre Maria Nazarena Majone (1869-1939) como primeira superiora geral.
O instituto, erigido como congregação de direito diocesano em 6 de agosto de 1926, recebeu o decreto pontifício de louvor em 19 de fevereiro de 1935 e a aprovação definitiva da Santa Sé em 18 de junho de 1943.
Annibale Maria Di Francia, beatificada em 1990, foi proclamado santo pelo Papa João Paulo II na Praça de São Pedro, em Roma, em 16 de maio de 2004.

## Atividades e difusão
As Filhas do Divino Zelo dedicam-se à assistência aos órfãos e jovens abandonados e à oração pelas vocações religiosas.
Estão presentes na Europa (Albânia, Itália, Espanha), nas Américas (Bolívia, Brasil, México, Estados Unidos da América), na África (Camarões, Ruanda) na Ásia (Coreia do Sul, Filipinas, Índia, Indonésia, Vietnã) e Austrália; a sede geral fica em Roma.
Em 31 de dezembro de 2005, a congregação contava com 604 religiosas em 74 casas.

## Itens relacionados
- Rogacionistas do Coração de Jesus